# Société européenne de météorologie
La Société européenne de météorologie (en anglais : European Meteorological Society, EMS) est une association qui compte parmi ses membres 38 sociétés météorologiques de pays européens et 30 membres associés (services météorologiques, organisations internationales et sociétés commerciales). Elle fut fondée en 1999 sous l’impulsion du Secrétaire Général de Météo et Climat, pour prolonger les efforts d’intégration et de coordination déjà entrepris à l’échelle européenne par les services météorologiques avec le Centre européen pour les prévisions météorologiques à moyen terme (CEPMMT), l'Organisation européenne pour l'exploitation des satellites météorologiques (EUMETSAT) et EUMETNET.

## Histoire
Un embryon de la société a déjà pris forme avant sa fondation officielle. Lors de la première conférence européenne sur les applications de la météorologie (ECAM) à Oxford, au Royaume-Uni, en 1993, des membres de sociétés nationales de météorologues ont réalisé l'étendue du nombre de sociétés de météorologie en Europe. Les contacts se sont multipliés et à l'ECAM de Lindau, en 1997, ils ont décidé de créer une société européenne de météorologie (EMS). Cela devrait être une organisation de sociétés plutôt qu'une organisation de personnes (Morin et Wieringa, 2018). Même avant cette décision, le premier bulletin d'information de ce qui deveiendrait l'EMS fut publié en 1996 et contenait de courts profils, des rapports sur les activités en cours et les adresses de contact des sociétés météorologiques nationales en Europe.
Afin de préparer une constitution, un groupe de travail examina les objectifs, le financement, l'organisation, les statuts et d'autres questions. Le groupe s'est réuni pour la première fois lors d'une conférence de la Deutsche Meteorologische Gesellschaft (DMG) à Leipzig en septembre 1998, convoquée par René Morin (Société météorologique de France), Werner Wehry (DMG) et Jon Wieringa (Nederlandse Vereniging ter Bevordering van Meteorologie). Ils furent rejoints par Stan Cornford (Société royale de météorologie - RMetS), Fritz Neuwirth (Österreichische Gesellschaft für Meteorologie), Hans Richner (Schweizerische Gesellschaft für Meteorologie), Gerd Tetzlaff (DMG) et Arne Spekat. Cornford et Neuwirth avaient tous deux de l'expérience à l'OMM (Organisation météorologique mondiale) et au Centre européen pour les prévisions météorologiques à moyen terme (CEPMMT) alors que Spekat était secrétaire à temps partiel du GDM et fut proposé à un rôle administratif dans la future association.
Cornford apporta avec lui un exemplaire de la constitution de 1975 du CEPMMT pour guider la discussion. Un accord fut conclu sur quelques points fondamentaux : la langue de travail du futur EMS serait l'anglais, mais les documents de base seront également disponibles en traduction allemande et française, à des fins juridiques notamment. L’Europe fut définie comme l’espace de la Sixième Association régionale de l’OMM. Un accord fut ensuite conclu sur la composition et la mission de la société : une association de sociétés européennes, principalement au niveau national à base scientifique dans les domaines de la météorologie et des sciences connexes, et leurs applications. Après la conférence de Leipzig, le texte de l'entente fut distribué à toutes les sociétés intéressées et les réponses aux commentaires ont été résumées par Morin et diffusées à nouveau pour commentaires supplémentaires.
La réunion constitutive du SME a eu lieu le 14 septembre 1999 lors de la réunion de l'ECAM à Norrköping, en Suède. Le projet de Constitution fut officiellement accepté par les 21 sociétés initialement présentes. Il s’agissait des sociétés nationales d’Autriche, de Croatie, de Danemark, de Finlande, de France, d’Allemagne, de Grèce, de Hongrie, d’Islande et d’Italie (deux sociétés, l’une formée par la fusion de trois anciennes sociétés), des Pays-Bas, du Portugal et de la Roumanie. , Slovaquie, Slovénie, Espagne, Suède, Suisse et Royaume-Uni.
La première réunion annuelle de la société a eu lieu en 2001, lors de la 5e Conférence européenne sur les applications de la météorologie à Budapest, organisée sous la forme d’une conférence et d’une table ronde sur l’avenir de la météorologie. Depuis 2004, le format de la réunion annuelle prend la forme d’une conférence avec appel public à contributions. La gamme de thèmes abordés lors des réunions s'est également élargie.
Le partenariat avec la Conférence européenne sur les applications de la météorologie (ECAM) s'est poursuivi sous la forme d'une organisation commune de ces deux réunions tous les deux ans. En outre, la Conférence européenne sur la climatologie appliquée (CEAC) sous les auspices du RSCE d’EUMETNET, devenu le Programme climat d’EUMETNET, est devenue un partenaire de l’organisation de la conférence tous les deux ans. Le rendez-vous annuel d'EMS s'est déplacé en Europe : Hongrie, Belgique, Roumanie, Italie, France, Pays-Bas, Slovénie, Espagne, Suisse, Allemagne, Pologne, Royaume-Uni, République tchèque, Bulgarie, Italie, Irlande et dernièrement la Hongrie en 2018,.

## Mission
L’EMS bâtit un réseau d’acteurs européens dans les domaines de la météorologie et du climat qui a pour objectif de promouvoir des standards professionnels, d’aider les sociétés membres à gagner en notoriété, de favoriser les coopérations et le partage d’expérience. Depuis 2004, la mission est exprimée ainsi :
- Avancement de la science, pratique et application de la météorologie au niveau européen ;
- Promotion de la compréhension publique de la météorologie ;
- Soutien des sociétés membres à toutes les catégories de leurs membres, tant dans le domaine appliqué que dans celui de la recherche ;
- Promotion de l'échange d'idées et d'informations entre membres individuels ;
- Interaction avec d'autres organismes pertinents ;
- Promotion de la discussion visant à garantir que la météorologie apporte une contribution maximale au bien-être humain et économique ;
- Veiller à ce que les activités nationales et internationales relatives au changement climatique soient motivées par les meilleurs conseils météorologiques possibles.

Dans ce but, elle organise une conférence annuelle sur les applications météorologiques pour faire partager les connaissances à toute la communauté, remet la médaille d’Argent de l’EMS chaque année à une personnalité ayant marqué la météorologie européenne, finance des bourses qui permettent à de jeunes scientifiques de participer à des conférences et distribue un prix au meilleur jeune scientifique.

## Membres
L'EMS comprend 38 sociétés météorologiques membres de tous les pays européens et de certaines entiers régionales comme la Catalogne. Ceux-ci rassemblent plus de 10 000 membres.
Elle comprend également 31 membres associés qui sont des sociétés de météorologie non européennes, des services météorologiques et hydrologiques nationaux d'EUMETNET, des instituts et départements de recherche et d'enseignement, des entreprises s'intéressant à la météorologie, aux sciences connexes et à leurs applications, ainsi qu'à des organismes européens ayant des intérêts similaires.